# Michael Schöps
Michael "Mike" Schöps (* 31. März 1957 in Bonn) ist ein deutscher Volleyballtrainer.

## Trainerkarriere
Michael Schöps spielte während seines Studiums (Sport und Geographie) Volleyball beim Bundesligisten SSF Bonn. Nachdem er sein Diplom an der Kölner Trainerakademie abgelegt hatte, war er seit Ende der 1980er Jahre erfolgreich Trainer von diversen deutschen Frauenvolleyball-Bundesligavereinen. Von 1988 bis 1991 trainierte er den VfL Oythe, von 1991 bis 1993 den Ligakonkurrenten TSG Tübingen und von 1993 bis 1996 den CJD Feuerbach. 1998 gewann er mit dem VEW Telnet Schwerte den DVV-Pokal. Seine größten Erfolge feierte er seit 1999 beim Schweriner SC, mit dem er von 2000 bis 2002 dreimal in Folge Deutscher Meister und 2001 DVV-Pokalsieger wurde. Von 2003 bis 2006 trainierte er die Roten Raben Vilsbiburg und wurde zweimal Deutscher Vizemeister. Von 2006 bis 2008 war er an der Seite von Helmut von Soosten Co-Trainer bei NA. Hamburg, bevor er für ein Jahr Cheftrainer beim VfB 91 Suhl wurde. Zuletzt war er von 2009 bis 2011 in der 2. Bundesliga Nord Trainer der Männer vom TSV Giesen/Hildesheim und wurde hier 2011 Meister. Kurz darauf gab er seinen Rücktritt aus dem Trainerstuhl bekannt, da er eine Lehrerstelle in Schwerin angeboten bekam. Seit 2019 trainiert Schöps die Regionalliga-Männer des Schweriner SC.

## Privates
Michael Schöps ist verheiratet und hat zwei Kinder. Er arbeitet heute an der Niels Stensen Schule in Schwerin als Lehrer für Sport, Geografie und AWT.